# Sielec-Kolonia
Sielec-Kolonia est une localité polonaise de la gmina de Skalbmierz, située dans le powiat de Kazimierza en voïvodie de Sainte-Croix.